# Den strømlinede gris
Den strømlinede gris er en dansk dokumentarfilm fra 1951 med instruktion og manuskript af Jørgen Roos.

## Handling
Danmarks store eksportvare, fra fødsel til slagtning.